# Sagrajas (Badajoz)
Sagrajas es una pedanía del municipio español de Badajoz, perteneciente a la provincia de Badajoz (comunidad autónoma de Extremadura).

## Situación
Está situado a 10 kilómetros de la ciudad de Badajoz por la carretera autonómica EX-209 de Badajoz a Mérida por Montijo. Los pueblos cercanos son Gévora y Novelda del Guadiana.

## Demografía
Esta localidad fue creada durante la dictadura de Francisco Franco bajo el llamado Plan Badajoz. El autor del proyecto fue el arquitecto madrileño Alfonso García Noreña (1925-1999). En el año 1956 fueron llegando los primeros habitantes, de un total de 100 familias que se asentaron en este pueblo nuevo, sin calles asfaltadas, sin electricidad ni agua, que fueron viendo cómo poco a poco el pueblo se convertía en lo que hoy es.
En la actualidad Sagrajas cuenta con 631 habitantes, de los cuales 328 son varones y 303 mujeres.
Evolución de la población de Sagrajas en la última década:
| 601 | 600 | 603 | 622 | 636 | 633 | 635 | 625 | 622 | 623 |

## Economía
Su economía está basada principalmente en la agricultura y ganadería.

## Patrimonio
Iglesia parroquial católica bajo la advocación de La Asunción de Nuestra Señora, en la archidiócesis de Mérida-Badajoz.